# Lycalopex fulvipes
La pseudovolpe di Darwin (Lycalopex fulvipes Martin, 1837) è una piccola licalopecia gravemente minacciata. Nota anche come Zorro Chilote o Zorro de Darwin in spagnolo, vive su Chiloé e nel Parco Nazionale di Nahuelbuta in Cile (Regione di Araucanía).
La prima pseudovolpe di Darwin nota alla scienza venne catturata nel 1834 sull'isola di San Pedro, al largo delle coste del Cile, dal naturalista Charles Darwin. È stata considerata per lungo tempo una sottospecie della chilla (L. griseus); tuttavia la scoperta di una piccola popolazione sul continente, avvenuta nel Parco Nazionale di Nahuelbuta nel 1990, e le analisi genetiche effettuate in seguito hanno dimostrato senza ombra di dubbio che si tratta di una specie a tutti gli effetti.

## Tassonomia
Il genere Lycalopex raggruppa sei specie sudamericane di Canidi imparentate alla lontana con i lupi, che, seppur chiamate comunemente «volpi», non hanno alcun legame di parentela con le vere volpi del genere Vulpes. Charles Darwin ricorda con queste parole la cattura di un esemplare di L. fulvipes sull'isola di San Pedro, nell'Arcipelago di Chiloé, nel dicembre del 1834, durante il viaggio del Beagle: «Un esemplare di volpe appartenente a una specie nuova e molto rara che pare esclusiva di quest'isola stava seduto su una roccia. Era così assorta a spiare il lavoro degli ufficiali che, muovendomi cautamente alle sue spalle, mi riuscì di raggiungerla e di abbatterla con un colpo del mio martello da geologo». Nel Viaggio di un naturalista intorno al mondo, pubblicato nel 1839, Darwin aggiunse: «Questa volpe, forse più curiosa, forse più dotata per la scienza, ma certamente meno saggia delle sue consorelle europee, si trova adesso impagliata nel museo della Zoological Society». Reputandola «appartenente a una specie nuova», il celebre naturalista la considerava distinta dalle specie (P. culpaeus e P. griseus) esistenti sul continente. Successivamente, la pseudovolpe di Darwin venne classificata come una sottospecie (P. g. fulvipes) di quest'ultima.

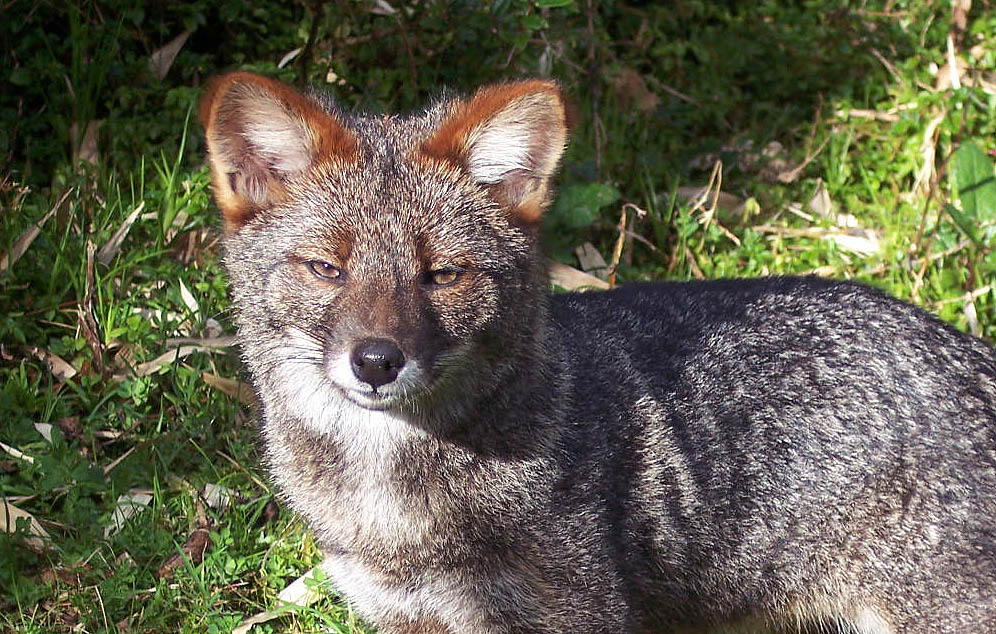
Esemplare maschio ad Ahuenco, sull'isola di Chiloé (Cile).

La pseudovolpe di Darwin non si incrocia mai con le altre specie del genere Lycalopex, vive unicamente nelle foreste ed è più piccola e di colore più scuro delle altre specie. Nel 1990, quando una piccola popolazione di volpi di Darwin venne scoperta sul continente, nelle foreste del Parco Nazionale di Nahuelbuta, gli studiosi si resero conto che la volpe non era endemica dell'isola. In un articolo pubblicato nel 1996 sul Journal of the Society for Conservation Biology, Yahnke et al. scrissero che il DNA mitocondriale della volpe di Darwin era distinto da quello della volpe grigia sudamericana: P. fulvipes, quindi, era a tutti gli effetti una specie distinta, strettamente imparentata con la pseudovolpe di Sechura. Sempre secondo gli stessi autori (1995 e 1996), il ristretto areale della specie sarebbe solamente tutto ciò che resta di un'antica distribuzione più ampia. Gli zoologi resero inoltre note le differenze nella nicchia ecologica, nell'aspetto e nel comportamento di questa specie. La pseudovolpe di Darwin si differenzia dalla chilla per la colorazione più scura, le zampe più corte, il cranio più corto e largo, le bolle timpaniche più piccole, la dentatura più robusta e per alcuni aspetti della forma della mandibola e della modalità di occlusione dei premolari.
Nel Pleistocene superiore, Chiloé era unita al continente da un ponte di terra. Quest'ultimo scomparve circa 15.000 anni fa, quando, in seguito all'ultima glaciazione, il livello dei mari si alzò di nuovo. Ciò portò alla creazione di due popolazioni isolate di volpe di Darwin.

## Descrizione
Con una lunghezza testa-corpo di 48–60 cm, una coda di 17–26 cm e 1,9-3,95 kg di peso, quella di Darwin è una delle più piccole specie di pseudovolpe del mondo; ha struttura tarchiata, corpo allungato e zampe corte. Il muso è piccolo e sottile e si estende fino a una fronte piuttosto arrotondata, e la coda è relativamente breve e folta. La folta pelliccia varia nella colorazione dal grigio brizzolato scuro al quasi nero, con alcune zone di un caratteristico colore rosso-ruggine sulla parte inferiore delle zampe e attorno alle orecchie. L'addome, il petto, la parte inferiore del muso e l'interno delle orecchie sono di colore crema pallido o bianco, e la coda è grigio scura.

## Distribuzione e habitat
Endemica del Cile, la pseudovolpe di Darwin occupa un areale disgiunto costituito da appena due popolazioni; la più piccola vive sul continente, nelle montagne costiere del Parco Nazionale di Nahuelbuta e nei suoi dintorni; la più grande è situata a circa 600 km di distanza, sull'isola di Chiloé, presso le coste meridionali del Paese.
Sulle coste rivolte al Pacifico di Chiloé, la pseudovolpe occupa un areale frammentato costituito da dune di sabbia miste a fitte foreste sempreverdi, mentre nella parte settentrionale dell'isola popola le foreste di latifoglie di pianura e i pascoli. Predilige le foreste primarie, sebbene viva anche in foreste secondarie e terreni più aperti.

## Biologia
La pseudovolpe di Darwin è onnivora e la sua dieta è costituita da una vasta gamma di piccoli mammiferi, uccelli, rettili, anfibi, coleotteri, invertebrati, frutta, bacche e semi. Questa dieta varia è di fondamentale importanza per la sopravvivenza della volpe, dal momento che nel suo habitat la disponibilità di cibo varia a seconda delle stagioni. Sebbene cacci generalmente da sola, talvolta, attorno a una carogna, si possono radunare fino a quattro esemplari. A Chiloé, queste pseudovolpi a volte uccidono polli, effettuano scorrerie nelle discariche e addirittura penetrano all'interno delle abitazioni di notte, in cerca di cibo, apparentemente non intimorite dalle persone e dai cani che vi abitano.
Sebbene a Chiloé questa specie sia generalmente solitaria, tranne che nella stagione degli amori, quando si creano coppie temporanee, sul continente sembra che le pseudovolpi vivano in coppie per tutto l'anno. Le coppie condividono il proprio territorio con i figli nati negli anni precedenti. Generalmente nascono due o tre piccoli.

## Conservazione
Si ritiene che esistano almeno 412 pseudovolpi di Darwin a Chiloé e vi siano circa 489 esemplari sul continente; per questo motivo la IUCN classifica la specie tra quelle in pericolo. La distruzione delle foreste adiacenti al Parco Nazionale di Nahuelbuta e su Chiloé costituiscono una minaccia per la sopravvivenza della specie, così come i cani randagi, che possono diffondere malattie mortali o attaccare direttamente le pseudovolpi. Un altro problema è la persecuzione da parte degli allevatori, in quanto, talvolta, caccia i polli domestici.